# Невестюк Яків Іванович
Я́ків Іва́нович Невестю́к (1 січня 1868, імовірно в Городенці — 1934) — український письменник-драматург, лікар, громадський діяч радикального спрямування.

## Життєпис
Походить з родини городенківського службовця. В 1874—1879 роках навчався у Городенці, протягом 1879—1887 років — у Коломийській гімназії.
З 1887 по 1894 року навчається в Краківському університеті. В Краківському університеті разом з Василем Стефаником організував українське студентське товариство «Академічна громада», довгі роки очолював, приятелював з М.Драгомановим, М.Павликом, В. Стефаником. 1892 року був арештований російською царською поліцією на кордоні за українську літературу, на 6 місяців посадили до київської в'язниці, а потім перевели до Петербурга, де півроку провів в одиночному ув'язнені. Згодом він опише це у «Споминах з моєї пригоди в Росії».
20 січня 1894 — доктор всіх медичних наук. Працював в Мостах Великих, потім у Жаб'єму, де надавав медичну допомогу Іванові Франкові і Михайлові Коцюбинському під час їхнього перебування на Гуцульщині. Писав драми, комедії; виступав зі статтями на медичні, громадсько-політичні і культурно-освітянські теми у місцевій пресі.
За студентських років прилучається до Русько-Української Радикальної партії. Співпрацював з партійним двотижневиком «Народ».